# Roberta Smith
Roberta Smith (New York, 1957) es una crítica de arte estadounidense que trabaja para el New York Times.

## Biografía
Creció en Lawrence, Kansas y estudió en Grinnell College de Iowa. Se inició en la Galería Corcoran de Washington D. C. prosiguiendo estudios en el Whitney Museum donde, por Donald Judd, se interesó en el minimalismo.
Regresó a Nueva York en 1971 donde trabajó en el Museum of Modern Art y en la Paula Cooper Gallery.
Desde 1986 escribió para revistas de arte como Artforum, Art in America, Village Voice y New York Time.
Responsable de varias monografías, ensayos y del catálogo razonado de Judd en 1975.
En el 2003, se le concedió el Frank Jewett Mather, premio al criticismo.
Roberta Smith vive en New York con su marido, el crítico Jerry Saltz del New York Magazine.